# Гутара
Гутара — река в Иркутской области России, правый приток Тагула.
Длина — 169 км, площадь водосборного бассейна — 4300 км². Средний расход воды — 11,84 м³/с.
Исток — небольшое горное озеро на склонах хребта Агульские Белки в Восточном Саяне. Протекает в северном направлении на территории Тофаларии, в верховьях — село Верхняя Гутара. В 20 км выше села находится 30-метровый Гутарский водопад. Река доступна для сплава на лодках, плотах и байдарках. Питание снеговое и дождевое.

## Притоки
(расстояние от устья)
- 3 км: река Тагульская (лв)
- 7 км: река Решет (Нижняя Башиха) (пр)
- 13 км: река Нижняя Зажарма (лв)
- 16 км: река Миртыкшин (пр)
- 17 км: река Голумбей (пр)
- 25 км: река Ёнза (лв)
- 27 км: река Нижняя Ёрма (лв)
- 41 км: река Левая Верхняя Ёрма (лв)
- 50 км: река Ланжа (пр)
- 58 км: река Ундринка (лв)
- 60 км: ручей Большой Сапкол (пр)
- 61 км: ручей Малый Сапкол (пр)
- 66 км: река Мерзлянка (пр)
- 92 км: река Красная (пр)
- 94 км: река Ингаяк (лв)
- 96 км: река Сапкол (пр)
- 102 км: река Тайманжа (лв)
- 110 км: река Нижняя Каменка (лв)
- 113 км: река Мадар (лв)
- 117 км: река Мурхой (Большой Мурхой) (пр)
- 122 км: река Верхняя Каменка (лв)
- 124 км: река Ужур (пр)
- 139 км: река Иден (пр)
- озёра Гутарские

## Гидрология
| Средний расход воды (м³/с) реки Гутара по месяцам с 1959 по 1990 гг. (замеры производились на гидрологическом посту в районе села Верхняя Гутара (121 км от устья)) |

## Данные водного реестра
По данным государственного водного реестра России относится к Ангаро-Байкальскому бассейновому округу, речной бассейн реки — Ангара, речной подбассейн реки — Тасеева, водохозяйственный участок реки — Бирюса.
Код объекта в государственном водном реестре — 16010200212116200032446.